# Raymond Balze

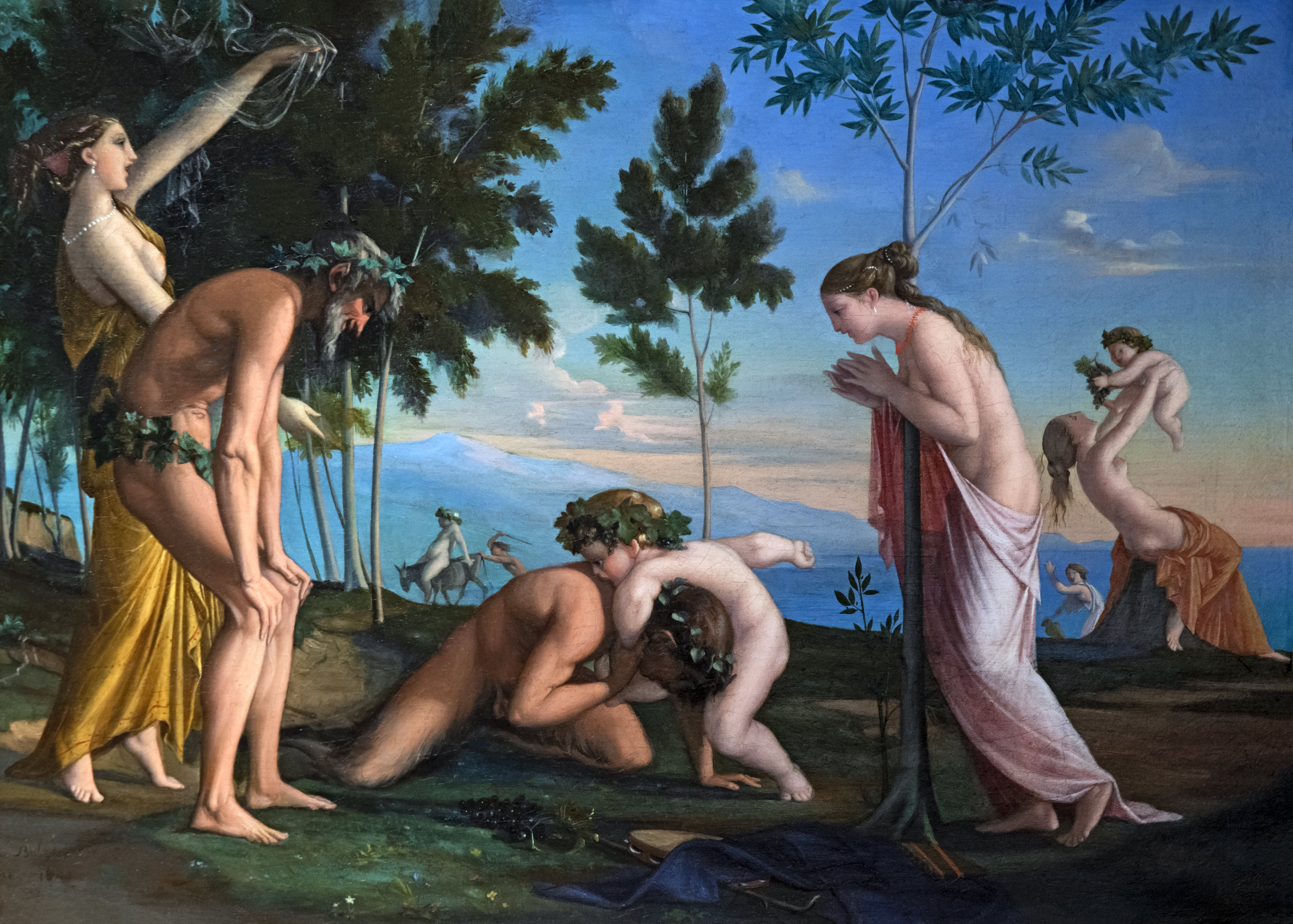
Die Kindheit von Bacchus

Raymond Balze (* 4. Mai 1818 in Rom; † 26. Februar 1909 in Paris) war ein französischer Maler und Kopist, Bruder des Malers Paul Balze (1815–1884).

## Biografie
Raymond Balze wurde als Sohn von Joseph Balze (1781–1847), Großkammerherr von Karl IV., in Rom geboren. Dort lernte er den Maler Jean Auguste Dominique Ingres kennen und gab nach 1814 mehrere Werke bei ihm in Auftrag.
Wie sein älterer Bruder Paul trat Raymond am 6. Oktober 1832 in die École des Beaux-Arts in Paris ein und wurde Kopist des Louvre-Museums.
Inzwischen wurde Ingres Direktor der Französischen Akademie in Rom, und verlangte, dass Paul und Raymond nach Rom geschickt wurden, um die vatikanischen Loggien von 1519 von Raffael zu kopieren. Diese 52 Gemälde wurden 1840 in der Kapelle der École des Beaux-Arts in Paris ausgestellt.
Zu den weiteren Kooperationen der Brüder gehörten die 1855 geschaffene Kopie von Ingres’ Die Apotheose des Homer für eine der Treppen im Louvre, die Restaurierung der Francesco-Primaticcio-Fresken von 1875–1881 in der Abtskapelle in der Abtei von Chaalis und der Entwurf eines Mosaiks von 1891 nach Raphael, der Vision von Ezechiel für die Fassade der Kirche St-Jacques in Montauban. Er wurde von Ingres beauftragt, an der Dekoration des Hôtel de Ville in Paris mitzuwirken und schuf auch eigene meist religiöse Werke.
Raymond Balze war auch im Atelier für Bleiglasfenster von Alexandre Mauvernay in Saint-Galmier tätig. 